# Augustines de l'aide
Les Augustines de l'aide sont une congrégation religieuse féminine enseignante et hospitalière de droit pontifical.

## Histoire
Directeur de l'asile provincial des Baléares, Sébastien Gili Vives (es) (1811-1894), chanoine de la cathédrale de Palma de Majorque, demande l'aide de plusieurs congrégations féminines pour prendre en charge les enfants de l'hospice mais aucune ne peut accéder à sa demande. Il réunit alors un groupe de femmes désireuses de consacrer leur vie à Dieu et au service des plus nécessiteux ; elles prennent l'habit religieux le 6 février 1859. Le fondateur leur donne la règle de saint Augustin car il est membre du Tiers-ordre de Saint Augustin.
L'institut est agrégé à l'ordre de Saint-Augustin le 17 janvier 1859 ; il est érigé en congrégation religieuse de droit diocésain le 20 novembre 1923 par Mgr Domenech y Valls, évêque du diocèse de Majorqueet reconnu de droit pontifical en 1978.

## Activités et diffusion
Les sœurs peuvent se consacrent à toute œuvre matérielle ou spirituelle particulièrement l'enseignement et le soin des malades.
Elles sont présentes en:
- Europe : Espagne, Italie.
- Amérique : Argentine, Honduras, Nicaragua, Pérou.

La maison-mère est à Palma de Majorque. 
En 2017, la congrégation comptait 99 sœurs dans 23 maisons.